# Cryptoporus
Cryptoporus is een geslacht van schimmels behorend tot de familie Polyporaceae.

## Soorten
Volgens Index Fungorum telt het geslacht twee soorten (peildatum februari 2023):
| Soortnaam            | Auteur(s)             | Publicatiejaar |
| -------------------- | --------------------- | -------------- |
| Cryptoporus sinensis | Sheng H. Wu & M. Zang | 2000           |
| Cryptoporus volvatus | (Peck) Shear          | 1902           |